# عملیات پاسخگویی
عملیات پاسخگویی (انگلیسی: Operation Accountability) عملیات نظامی نیروهای دفاعی اسرائیل بر علیه حزب‌الله لبنان بود، که بخشی از درگیری اسرائیل و لبنان و درگیری جنوب لبنان به‌شمار می‌آمد و در فاصله روزهای ۲۵ تا ۳۱ ژوئیه ۱۹۹۳ انجام شد.
در ۲۵ ژوئیه ۱۹۹۳، نیروهای اسرائیلی حمله‌ای یک هفته‌ای را علیه لبنان با نام عملیات پاسخگویی در اسرائیل و جنگ هفت روزه لبنان آغاز کردند. اسرائیل سه هدف را برای این عملیات مشخص کرد: حمله مستقیم به حزب‌الله، دشوار کردن استفاده حزب‌الله از جنوب لبنان به عنوان پایگاهی برای حمله به اسرائیل، و آواره کردن غیرنظامیان لبنانی و فلسطینی به امید اعمال فشار بر دولت لبنان برای مداخله علیه حزب‌الله. جمعیت غیرنظامی آسیب‌دیده شامل مردم لبنان و فلسطین بودند.

## پیشینه
در طول جنگ داخلی لبنان، حزب‌الله یکی از چندین گروه شبه‌نظامی بود که در پاسخ به حمله اسرائیل به لبنان تشکیل شد. اگرچه حزب‌الله عمدتاً توسط ایران و بعداً سوریه تأمین مالی می‌شد، از جامعه شیعه لبنان رشد کرد.
هنگامی که توافق‌نامه طائف امضا شد، قانون اساسی لبنان را برای پایان دادن به جنگ داخلی اصلاح کرد و تمام شبه‌نظامیان لبنانی را منحل کرد. سپس بحث بر سر این بود که آیا وجود حزب‌الله در لبنان نشان‌دهندهٔ شکست دولت، بی‌توجهی یا حمایت مخفیانه است. حزب‌الله یک کمپین روابط عمومی، بیانیه‌های سیاسی و یک برنامهٔ سیاسی راه‌اندازی کرد. در نتیجه، دولت لبنان، شاخهٔ نظامی حزب‌الله، «مقاومت اسلامی» را به عنوان یک جنبش مقاومت با هدف پایان دادن به اشغال اسرائیل و نه به عنوان یک گروه شبه‌نظامی طبقه‌بندی کرد؛ بنابراین، این سازمان از انحلال و خلع سلاح معاف شد.
توافق‌نامهٔ طائف خواستار عقب‌نشینی اسرائیل از جنوب لبنان بر اساس قطعنامهٔ ۴۲۵ سازمان ملل شد و صراحتاً مقاومت در برابر اشغال اسرائیل را «به هر وسیله»، از جمله نظامی، مجاز دانست. حزب‌الله اظهار داشت که به عنوان یک «گروه مقاومت» به مخالفت با اشغال اسرائیل ادامه خواهد داد، زیرا در واقع تحت حمایت این توافق‌نامه قرار دارند. حسن نصرالله، دبیرکل حزب‌الله، همچنین اعلام کرد که اگرچه توافق طائف به منزله پایان جنگ داخلی لبنان بود، اما حزب‌الله هرگز خود را درگیر آن جنگ نکرده و تنها برای مبارزه با نیروهای خارجی مستقر در کشور وجود داشته است.
در آن زمان حزب‌الله ادعا می‌کرد که ۳۰۰۰ جنگجو دارد، اما برخی مفسران تخمین زدند که رقم واقعی ۶۰۰ تا ۷۰۰ نفر بوده است. یونیفل ۵۸۰ سرباز در جنوب لبنان نزدیک مرز با اسرائیل داشت، اگرچه منابع دیگر می‌گویند که ۴۵۰۰ سرباز در یونیفیل خدمت می‌کردند.